# 우익 포퓰리즘
우익 포퓰리즘(Right-wing populism) 또는 우익 대중주의(右翼大衆主義)는 우익 정치에서 포퓰리즘의 수사를 차용한 정치 사상이다. 국가주의, 사회보수주의, 반엘리트주의를 결합한 이념으로, 일반적인 정부 계획과 사회 평등을 거부한다는 점에서 많은 경우 강경 우익으로 간주된다. 21세기에 들어 세계화와 대규모 이민 현상에 대한 반동과 함께 서구권에서 빠르게 성장하고 있는 사회 운동 중 하나이다.

## 성격
우익 포퓰리즘의 성격은 발현 시기와 나라마다 차이가 존재한다.
근대 초기의 농촌 포퓰리즘 운동은 현대의 기준에서 우익 포퓰리즘 운동의 시발점으로 여겨진다.
농촌의 포퓰리즘은 오늘날 흔히 쓰이는 포퓰리즘의 어원이 됐는데, 이 운동의 성격은 현대적 기준에서 우익 포퓰리즘과 상당한 유사점을 보이고 있다. 특히, 18-19세기 농촌과 일부 도시의 포퓰리즘 운동은 사회주의 세력에 대한 강경한 탄압, 이민 개방 반대, 그리스도교가 갖는 사회적 영향력 고수, 보호 무역 등의 주장으로 압축됐다.
포퓰리즘이 갖는 이러한 기원은 근대 이후 등장한 보수주의 정당이 〈포퓰리스트의 정당〉이라는 차원에서 인민당이라는 명칭을 선호한 것과 관련된다.
현대적 의미에서 우익 포퓰리즘은 일반적으로 불법 이민자에 대한 강경한 추방 정책, 이민 개방 반대, 다문화 반대, 환경 규제 철폐, 안티페미니즘, 군비 증축, 국수주의 등의 특징을 갖고 있다. 우익 포퓰리즘을 기반으로 한 정당은 1990년대 캐나다, 노르웨이, 프랑스, 이스라엘, 러시아, 루마니아 등 여러 민주주의 국가에서 나타났다.

### 기업에 대한 입장
우익 포퓰리스트가 갖는 기업에 대한 입장은 일관되지 않는다. 그러나, 자유 기업의 필요성을 부정하는 좌익 계열 사상에 대한 배척, 정부 계획을 반대하는 경향, 그리고 사회에서 기업이 갖는 중요성을 인정한다는 점 등은 대체로 공유하는 특징이다.
그러나 일부 우익 포퓰리스트는 기업에 관해 부정적인 입장을 취하기도 한다. 이러한 경우, 우익 포퓰리스트는 일부 기업이 "사회적 불순분자"를 옹호하고 조장하며, 이러한 홍보를 통해 자 기업의 이익을 도모한다고 주장한다. 이러한 기업관을 갖는 우익 포퓰리스트의 정치 운동 양상은 특정한 기업을 국가의 배신자로 여기고 이러한 기업에 반대하는 운동을 벌이는 것으로 표출된다. 다만 이러한 표현이 기업 자체에 관해 부정적인 입장인지는 논란의 대상이 된다. 일례로, 트럼프를 지지하는 성향을 가진 우익 포퓰리스트 집단은 자유 기업을 중시하며, 기업 규제를 반대하는 점에서 친기업 성향을 갖고 있으나, 대중국 무역 분쟁 시기에 중국 OEM을 이용하거나, 중국 자본에 영향을 받는다고 (그들에 의해) 믿어지는 자국 기업을 타겟팅하여 반기업 활동을 벌였다.
이와 더불어, 기업을 옹호하는 우익 포퓰리스트도 존재한다. 이들은 기업에 대한 모든 환경 규제, 세금 규제를 철폐해야 한다고 주장하며, 기업 규제가 오히려 사회 안정과 경제, 복지에 악영향을 줄 것이라 여긴다.

## 우익 포퓰리즘의 성격을 갖는 사상
대표적인 우익 포퓰리즘 사상으로는 우파 자유지상주의와 파시즘, 그리고 대안 우파가 존재한다.
파시즘은 이탈리아 정치가인 베니토 무솔리니에 의해 형성된 정치 사상으로, 일관된 이론 체계가 존재하지 않고, 무솔리니 본인부터 일관된 의견을 개진한 적이 없기에 정교한 이론으로 볼 수 없다. 그러나, 이 운동은 19세기 농촌의 보수적 포퓰리즘, 반동주의, 반공주의 등의 성격을 그대로 갖추고 있기에 우익 포퓰리즘의 일종으로 여겨진다.
정치학자 로저 이트웰(Roger Eatwell)은 포퓰리즘이 갖는 건전한 성격은 파시즘에서 모두 희석됐거나, 사라졌지만, 파시스트 운동 지도자나 정당은 종종 사회의 지지를 받기 위해 포퓰리스트 수사를 적극적으로 이용하며, 일관된 사고 방식이 없이 군중의 공공연한 폭력과 정치 호소에 의존한다는 점에서 갖다고 하였다.
우파 자유지상주의는 오로지 개인에 대한 통제는 고전적 의미에서의 법치주의 틀에서만 실시되어야 하며, 이것 외의 모든 통제, 규제, 간섭에 반대한다는 이념이다. 우파 자유지상주의자는 헌법을 형성한 유일 원리로서 재산권을 중시하고, 기업이 행할 수 있는 비윤리 경영, 경제 활동을 제외한 모든 규제와 간섭을 철폐해야 한다고 주장한다.
한편, 이들은 고전적 의미에서 자유의지를 고수한다. 예를 들어, 한 개인의 겪는 사회 작용(경제적 상황, 선호, 차별 등 모든 형태의 작용들)은 그 개인의 자유의지에 의해 극복될 수도 있고, 추동될 수도 있다. 따라서, 각 개인에게 일어나는 사회 작용은 곧 개인의 책임이며, 그러한 사회 작용이 전체 개인에게 피해를 줄 수 있을 만큼의 위력을 갖지 않는 이상, 다른 개개인의 합으로서 사회가 그 문제를 해결할 필요가 없다는 입장이다. 이러한 고전적 자유의지 고수는 현대 과학과 명백히 상충되는 입장이지만, 이들은 이 개념을 고수하고 있다.
대안 우파는 미국에서 보수적 청년을 중심으로 일어난 극우 포퓰리즘 운동으로 인종주의, 쇼비니즘(다문화 반대, 이민자에 대한 혐오 등으로 표현), 반공주의, 기독교 근본주의, 이슬라모포비아, 안티페미니즘, 사회보수주의 등의 성격을 고루 갖추고 있다.
대안 우파는 기존 정치와 사법 체계를 불신하고, 기존 정치의 부패를 광범한 대중 운동을 통해 해결해야 한다는 입장을 가졌기에 기본적으로 우익 포률리즘의 일종이라고 판단된다.
이 운동의 주창자들은 주로 파시즘, 나치즘과 자신들을 분리하려고 하지만, 현대의 사회학자들은 오히려 파시즘의 성격을 대부분 갖췄다고 판단한다.

## 대한민국에서 우익 포퓰리즘
대한민국의 우익 정치는 엘리트주의에 기반하고 있었으나, 2016년 이후부터 포퓰리스트 수사를 적극적으로 받아들였고, 이로 인해 우익 포퓰리즘의 성격을 부분적으로 갖게 됐다.
대한민국의 우익 포퓰리스트는 기본적으로 반공주의 시각을 갖추고 있으며, 외교적으로 조선민주주의인민공화국과 중화인민공화국에 대한 노골적인 반대 의사를 표시하고 있다. 한편, 동성애와 다문화의 반대를 주장하며, 외국인과 이민자 혐오 정서를 표출하는데, 대표적으로 조선족과 동남아 및 기타 개발도상국 출신이 그 대상으로 된다.
역사적으로 이들은 5.18 광주 민주화 운동에 대한 수정주의 시각을 갖추고 있고, 이를 광주 폭동이라고 칭하는데, ‘북한군 개입설’은 이들이 신봉하는 대표적인 음모론에 속한다.
한편으로, 대한민국의 우익 포퓰리즘은 외교적으로 친미와 친일 성향을 강하게 고수하고 있고, 세계화에 반대하지 않으며, 자유 무역을 긍정한다는 점에서 서구권의 우익 포퓰리스트와 차이점을 갖고 있다.

## 비판
우익 포퓰리즘은 기존 보수적 정치가 갖고 있던 한계인 엘리트주의를 비판하고, 이른바, 〈거리에 나와 행동하는 우익〉을 추구했다는 점에서 획기적이었으나, 수많은 비판에 직면한 상태이다.
수많은 자유주의 정치가와 이론가는 우익 포퓰리즘이 법치와 의회 정치를 파괴하는 것은 물론이고, 시민의 민주주의 의식을 지속적으로 훼손했다고 비판한다. 이어서 그들은 우익 포퓰리스트 운동이 갖는 극우적 역사 왜곡, 음모론 선동, 인종주의, 여성 차별, 배타적인 종교관, 무지함 등을 비판했다.
진보주의자는 자유주의 학자의 우익 포퓰리즘 비판을 그대로 흡수했지만, 우익 포퓰리스트가 증가한 원인을 기존 엘리트 정치의 보수성에서 찾고 있다는 점에서 다르다.
기성 보수 정치에 속한 정치인 및 보수주의 학자 일부는 우익 포퓰리즘의 성격 자체를 비판하기보단, 이 운동이 갖는 역효과를 주시하고 있다. 이들은 우익 포퓰리스트 운동이 전체 보수 정치와 보수적 군중의 극단화를 초래하여, 결국에는 전체적인 지지율 하락으로 이어져서 보수 정치의 후퇴를 동반할 것으로 여긴다.
사회주의자/공산주의자는 우익 포퓰리스트 운동을 파시즘 전조 현상으로 여기며, 기본적으로 파시즘과 동질인 운동이라고 여긴다.

## 정당
- 그리스
  - 황금새벽당
  - 독립 그리스인
- 네덜란드
  - 자유당
- 노르웨이
  - 진보당
- 덴마크
  - 덴마크 인민당
- 독일
  - 독일을 위한 대안
- 러시아
  - 통합 러시아[10]
  - 러시아 자유민주당
- 미국
  - 공화당의 일부 정파
    - 티 파티 코커스
    - 프리덤 코커스
- 벨기에
  - 플람스의 이익
- 브라질
  - 사회자유당
  - 브라질을 위한 동맹
- 세르비아
  - 세르비아 진보당
  - 세르비아 급진당
- 스웨덴
  - 스웨덴 민주당
- 스위스
  - 스위스 인민당
- 스페인
  - Vox
- 영국
  - 민주연합당
  - 영국 독립당
- 오스트레일리아
  - 폴린 핸슨의 원 네이션
- 이스라엘
  - 리쿠드
  - 유대인의 집
- 이탈리아
  - 북부동맹
  - 이탈리아의 형제
- 인도
  - 인도 인민당
  - 시브 세나
- 일본
  - 자유민주당
  - 희망의 당
  - 일본유신회
- 캐나다
  - 캐나다 인민당
- 튀르키예
  - 정의개발당
  - 민족주의자 운동당
- 폴란드
  - 법과 정의
  - 통합 폴란드
- 프랑스
  - 국민연합
  - 약진하는 공화국
- 핀란드
  - 핀인당
- 헝가리
  - 청년민주동맹
  - 요비크

## 같이 보기
- 대안 우파
- 내셔널리즘
- 국민보수주의
- 반동주의
- 좌익 포퓰리즘